# Шауенбург
Шауенбург (нім. Schauenburg) — громада в Німеччині, знаходиться в землі Гессен. Підпорядковується адміністративному округу Кассель. Входить до складу району Кассель.
Площа — 30,85 км2. Населення становить 10 513 ос. (станом на 31 грудня 2020).